# Auboranges
Auboranges (frp. Ouborindze) – gmina (fr. commune; niem. Gemeinde) w Szwajcarii, w kantonie Fryburg, w okręgu Glâne.

## Demografia
W Auboranges mieszkają 293 osoby. W 2020 roku 6,1% populacji gminy stanowiły osoby urodzone poza Szwajcarią.